# 王福山 (物理学家)
王福山（1907年11月11日—1993年12月20日），上海人，中国物理学家。

## 生平
王福山于1907年出生于上海县法华乡钱家巷的王氏家族。他早年曾先后就读于南洋中学、圣约翰大学、光华大学。1929年赴德国哥廷根大学留学。1933年纳粹党执政后，马克斯·玻恩等犹太裔教师被解职。王福山在玻恩的推荐下前往莱比锡大学，师从量子力学创始人之一维尔纳·海森堡。1940年获博士学位，其博士论文题为《关于能量很高的质子和中子的轫致介子辐射》。此后返回中国，任教于光华大学。1946年被教育部评定为正教授。1947年任同济大学教授，次年出任同济大学物理系主任。
中华人民共和国成立后，王福山于1952年院系调整期间调往复旦大学，出任物理学主任。文化大革命期间受到冲击。文革结束后继续担任复旦大学物理系主任。1979年同济大学决定重建物理系，王福山被聘为同济大学物理系名誉系主任、玻耳固体物理实验室主任。
王福山是九三学社成员，曾任上海市第三至八届人大代表、上海市物理学会副理事长、《辞海》物理分科主编等职。1993年在上海逝世，终年86岁。